# Nerima
Nerima (jap. 練馬区, -ku, engl. Nerima City) ist der jüngste der 23 [„Sonder-“]Bezirke ([tokubetsu]-ku) der japanischen Präfektur Tokio. Er liegt im äußersten Nordwesten Tokios, der Hauptstadt Japans.

## Geografie
Nerima grenzt im Osten an die Stadtbezirke Itabashi und Shinjuku, im Norden an die Städte Asaka, Wakō und Niiza in Saitama-ken, im Westen an die Stadt Nishitōkyō und im Süden an die Stadtbezirke Suginami, Toshima und Nakano und an die Stadt Musashino.
Nerima besteht überwiegend aus Wohngebieten. Es ist nur wenig Industrie ansässig.

## Geschichte
Der Stadtbezirk wurde am 1. August 1947 von Itabashi unabhängig.

## Sehenswürdigkeiten
- Im Vergnügungspark Toshima-en der Seibu-Gruppe steht unter anderem das älteste noch betriebene Karussell der Welt, das 1910 in einem New Yorker Vergnügungspark auf Coney Island seinen Betrieb aufnahm.
- Hikarigaoka-Park
- Shakujii-Park
- Ōizumichuō-Park
- Musashiseki-Park
- Jōhokuchūō-Park
- Nerima-Stadtbezirksmuseum
- Iwasakichihiro-Bilderbuchmuseum
- Rengetsusanaizen-Tempel
- Makino-Gedenkgarten
- Große Zelkoven am Nerima-Hakusan-Schrein

## Verkehr
- Straße:
  - Kanetsu-Autobahn, nach Niigata
  - Tōkyō-Gaikan-Autobahn, nach Ichikawa
  - Nationalstraße 17, nach Chūō oder Niigata
  - Nationalstraße 254, nach Bunkyō oder Matsumoto
- Zug: Nerima besitzt insgesamt 22 Bahnhöfe.
  - Tōkyō-Metro-Yūrakuchō-Linie, von Chikatetsu-Akatsuka, Heiwadai, Hikawadai oder Kotake-Mukaihara nach Wakō oder Kōtō
  - Toei-Ōedo-Linie, von Hikari-ga-oka, Nerima-Kasuga-chō, Toshima-en oder Nerima nach Shinjuku
  - Seibu Ikebukuro-Linie, von Ekoda, Sakuradai, Nerima, Nakamurabashi, Fujimidai, Nerima-Take-no-dai, Shakujiikōen oder Ōizumigakuen nach Ikebukuro oder Chichibu
  - Seibu Shinjuku-Linie, von Kamishukujii oder Musashiseki nach Shinjuku oder Kawagoe
  - Seibu Toshima-Linie: Verkehrt nur in Nerima auf einer Gesamtstrecke von 1 km zwischen den beiden Bahnhöfen Nerima und Toshima-en.
  - Seibu Yūrakuchō-Linie: Verkehrt nur in Nerima auf einer Gesamtstrecke von 2,6 km zwischen den Bahnhöfen Nerima, Shin-Sakuradai und Kotakemukaihara.

Die Bahnhöfe Tōbu Nerima und Shimo-Akatsuka der Tōbu Tōjō-Hauptlinie liegen im Stadtbezirk Itabashi.

## Bildung
Es gibt 70 öffentliche und eine private Grundschule, außerdem 34 öffentliche und vier private Mittelschulen, neun öffentliche und vier private Oberschulen sowie die Privatuniversitäten Musashino Academia Musicae, Universität Musashi, Nihon-Universität und den Shakujii-Campus der theologischen Fakultät der Sophia-Universität.

## Politik
- KPJ: 5
- KDP: 6
- Seikatsusha Network: 2
- Inclusive na Nerima o mezasu kai („Vereinigung für ein inklusives Nerima“): 3
- Ishin: 3
- Fraktionen à ein Mitglied (darunter Sanseitō, Reiwa Shinsengumi): 3
- Tomin First/mirai kaigi („Zukunftskonferenz“)/DVP: 6
- Kōmeitō: 7
- LDP: 15

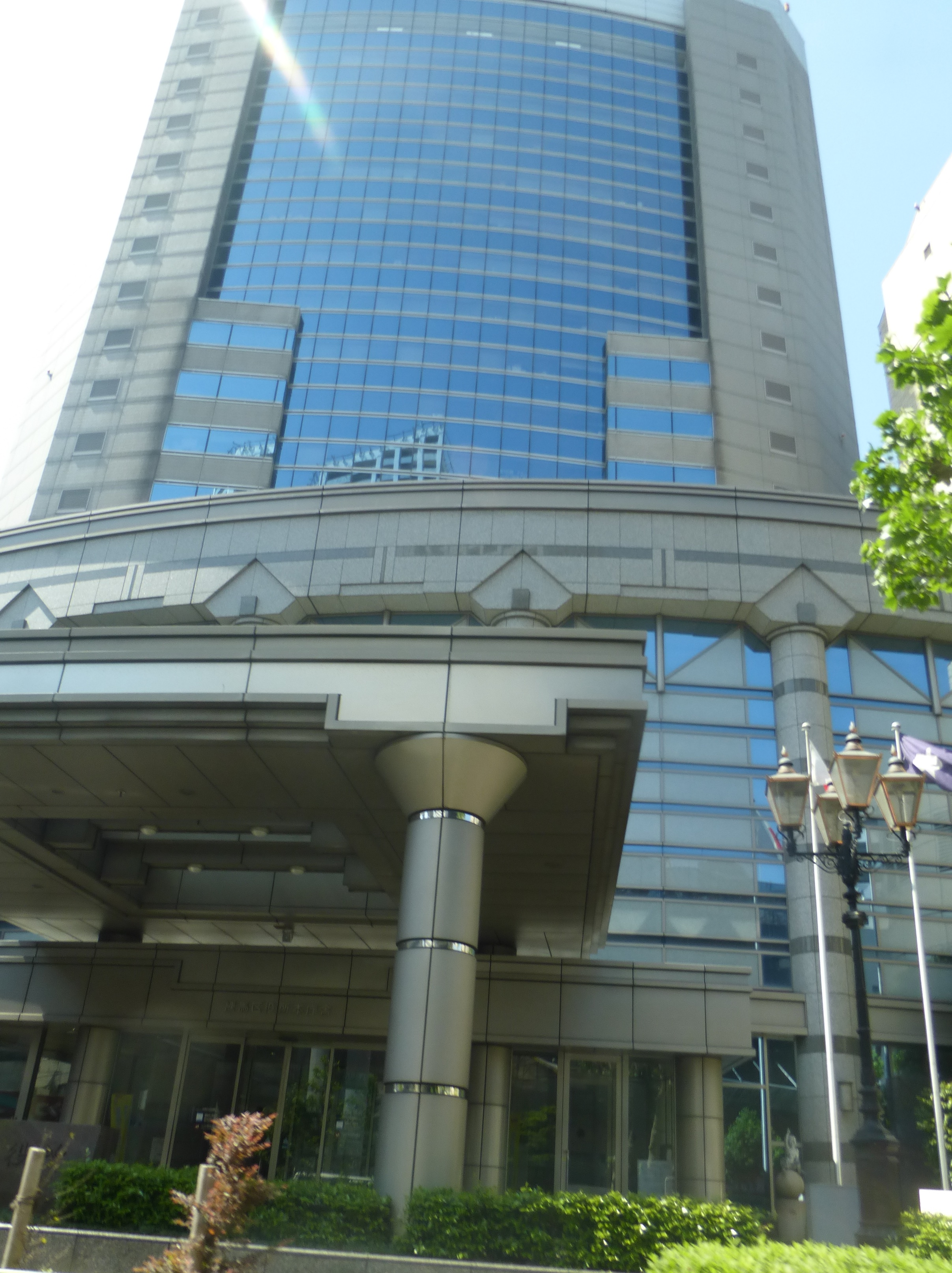
Das 1996 fertiggestellte Rathaus von Nerima (Nerima-kuyakusho) in Toyotama-Kita

Bürgermeister von Nerima (Nerima-kuchō) ist seit einer durch den Tod von Bürgermeister Toyoshirō Shimura bedingten Neuwahl im April 2014 Akio Maekawa, ein ehemaliger Mitarbeiter der Präfekturverwaltung. 2022 wurde er mit Mitte-rechts-Unterstützung (LDP, Kōmeitō, DVP, Tomin First) knapp mit rund 2000 Stimmen Vorsprung gegen den Mitte-links-Kandidaten (KDP, KPJ, SDP, Seikatsusha Net) Ken’ichi Yoshida für eine dritte Amtszeit wiedergewählt. Bei den einheitlichen Regionalwahlen im April 2023 wurden die 50 Mitglieder des Bezirksparlaments (Nerima-kugikai) gewählt.
Für das Präfekturparlament Tokio ist der Bezirk seit der Wahl 2021 Siebenmandatswahlkreis. 2021 gingen je zwei Sitze an Gouverneurin Yuriko Koikes Tomin First no Kai und die LDP, je einer an Kōmeitō, KPJ und KDP.
Bei Wahlen zum nationalen Unterhaus umfasst Nerima seit 2024 zwei komplette Wahlkreise: Der Westteil bildet den 9. Wahlkreis der Präfektur, der Ostteil den neuen 28. Wahlkreis. Bei der Wahl 2024 gingen beide an KDP-Kandidaten.

## Söhne und Töchter der Stadt
- Hiroto Hatao (* 1990), Fußballspieler
- Takumi Kusumoto (* 1995), Fußballspieler
- Nomura Mansaku, Kyōgen-Schauspieler
- Masanobu Matsufuji (* 1992), Fußballspieler
- Masaki Miyasaka (* 1989), Fußballspieler
- Rie Miyazawa (* 1973), Schauspielerin
- Akira Nagatsuma (* 1960), Politiker
- Kumi Nakada (* 1965), Volleyballspielerin
- Reiko Ōhara, Schauspielerin
- Yutaka Ozaki, Musiker
- Kazutoshi Sakurai, Gründer der Band Mr. Children
- Yasunori „Sakura“ Sakurazawa, Schlagzeuger in der Band L'Arc~en~Ciel, Rayflower, ZIGZO, THE MADCAP LAUGHS etc.
- Erika Sawajiri (* 1986), Schauspielerin
- Aya Ueto (* 1985), Sängerin, Schauspielerin, Model
- Mayumi Wakamura, Schauspielerin

## Städtepartnerschaften
- Ipswich (Queensland)
- Haidian, Peking

## Angrenzende Städte und Gemeinden
- Tokio: Stadtbezirke Itabashi, Toshima, Suginami, Nakano
- Wakō
- Asaka